# Kupagyőztesek Afrika-kupája
A Kupagyőztesek Afrika-kupája (angolul: African Cup Winners’ Cup) egy megszűnt, a CAF által kiírt nemzetközi labdarúgókupa volt 1975 és 2004 között.

## Eredmények
| Évek | Győztes                     | Eredmény            | Döntős                      |
| ---- | --------------------------- | ------------------- | --------------------------- |
| 1975 | Tonnerre Yaoundé            | 1:0 / 4:1           | Stella Club Adjamé          |
| 1976 | Shooting Stars FC           | 4:1 / 0:1           | Tonnerre Yaoundé            |
| 1977 | Enugu Rangers               | 4:1 / 1:1           | Canon Yaoundé               |
| 1978 | Horoya AC                   | 3:1 / 2:1           | NA Hussein Dey              |
| 1979 | Canon Yaoundé               | 2:0 / 6:0           | Gor Mahia FC                |
| 1980 | TP Mazembe                  | 3:1 / 1:0           | Africa Sports National      |
| 1981 | Union Douala                | 0:0 / 2:1           | Stationery Stores FC        |
| 1982 | Arab Contractors SC         | 2:0 / 2:0           | Power Dynamos               |
| 1983 | Arab Contractors SC         | 1:0 / 0:0           | OC Agaza                    |
| 1984 | el-Ahlí                     | 1:0 / 0:1, 4:2 i.E. | Canon Yaoundé               |
| 1985 | el-Ahlí                     | 2:0 / 1:0           | Leventis United             |
| 1986 | el-Ahlí                     | 3:0 / 0:2           | AS Sagora                   |
| 1987 | Gor Mahia FC                | (a) 2:2 / 1:1       | Espérance Sportive de Tunis |
| 1988 | Club Athlétique Bizertin    | 0:0 / 1:0           | Rangers Bees FC             |
| 1989 | Al-Merrikh Khartum          | 1:0 / 0:0           | Bendel United               |
| 1990 | BCC Lions                   | 3:0 / 1:1           | Club Africain Tunis         |
| 1991 | Power Dynamos               | 2:3 / 3:1           | BCC Lions                   |
| 1992 | Africa Sports National      | 1:1 / 4:0           | Vital’O FC                  |
| 1993 | el-Ahlí                     | 1:1 / 1:0           | Africa Sports National      |
| 1994 | DC Motema Pemba             | 2:2 / 3:0           | Kenya Breweries FC          |
| 1995 | JS Kabylie                  | 1:1 / 2:1           | Julius Berger FC            |
| 1996 | Arab Contractors SC         | 0:0 / 4:0           | AC Sodigraf                 |
| 1997 | Étoile du Sahel             | 2:0 / 0:1           | FAR Rabat                   |
| 1998 | Espérance Sportive de Tunis | 3:1 / 1:1           | CD Primeiro de Agosto       |
| 1999 | Africa Sports National      | 1:0 / 1:1           | Club Africain Tunis         |
| 2000 | Zamálek                     | 4:1 / 0:2           | Canon Yaoundé               |
| 2001 | Kaizer Chiefs               | 1:1 / 1:0           | Inter Luanda                |
| 2002 | Vidad Casablanca            | (a) 1:0 / 1:2       | Asante Kotoko SC            |
| 2003 | Étoile du Sahel             | 0:2 / 3:0           | Julius Berger FC            |